# Pering Baru
Pering Baru is een bestuurslaag in het regentschap Seluma van de provincie Bengkulu, Indonesië. Pering Baru telt 1342 inwoners (volkstelling 2010).